# Limnephilus affinis
Limnephilus affinis là một loài Trichoptera trong họ Limnephilidae. Chúng phân bố ở miền Cổ bắc.